# A Rooi
A Rooi is een xã in het district Đông Giang, een van de districten in de Vietnamese provincie Quảng Nam.
A Rooi heeft ruim 1000 inwoners op een oppervlakte van 29,18 km². A Rooi bestaat uit een aantal xóms, waaronder Ka Đâp, A Dinh en A Tui.